# Ilsey Juber
Ilsey Anna Juber (nacida el 17 de abril de 1986) es una cantante y compositora profesional estadounidense de Los Ángeles, California. Antes de lanzar su álbum debut From The Valley en 2023, Juber coescribió canciones para artistas populares como Beyoncé y Miley Cyrus. Ella también coescribió la exitosa canción "High Hopes" para Panic! At The Disco.
Juber comenzó a escribir canciones profesionalmente después de que su banda se disolviera. Esta banda ya acababa de firmar un contrato editorial con Sony. El 23 de junio de 2023, Elektra Records anunció que Juber lanzaría From the Valley, su primer álbum en solitario el 6 de octubre de 2023. El primer sencillo del álbum fue "No California". 

## Familia
Su padre, Laurence Juber, fue el guitarrista principal de la banda Paul McCartney and Wings  de 1978 a 1981. El abuelo materno de Juber fue Sherwood Schwartz, el productor de televisión estadounidense detrás de Gilligan's Island y The Brady Bunch .[cita requerida]